# Pueblo Nuevo Jolistahuacan
Pueblo Nuevo Jolistahuacan är en ort i Mexiko.   Den ligger i kommunen Pueblo Nuevo Solistahuacán och delstaten Chiapas, i den sydöstra delen av landet, 700 km öster om huvudstaden Mexico City. Pueblo Nuevo Jolistahuacan ligger 1 727 meter över havet och antalet invånare är 7 769.
Terrängen runt Pueblo Nuevo Jolistahuacan är kuperad åt sydväst, men åt nordost är den bergig. Runt Pueblo Nuevo Jolistahuacan är det ganska tätbefolkat, med 80 invånare per kvadratkilometer. Närmaste större samhälle är Simojovel de Allende, 19,7 km öster om Pueblo Nuevo Jolistahuacan. Omgivningarna runt Pueblo Nuevo Jolistahuacan är en mosaik av jordbruksmark och naturlig växtlighet.